# Hjartdal
Gmina Hjartdal (norw. Hjartdal kommune) – norweska gmina leżąca w regionie Telemark. Jej siedzibą jest miasto Sauland.
Hjartdal jest 137. norweską gminą pod względem powierzchni.

## Demografia
Według danych z roku 2005 gminę zamieszkuje 1633 osób. Gęstość zaludnienia wynosi 2,05 os./km². Pod względem zaludnienia Hjartdal zajmuje 358. miejsce wśród norweskich gmin.
| ludność stan na 1 stycznia 2005 |         |           |       |
|                                 | kobiety | mężczyźni | razem |
| osób                            | 806     | 827       | 1633  |
| %                               | 49,36%  | 50,64%    | 100%  |

| wykształcenie stan na 1 października 2004 |        |         |        |        |
|                                           | podst. | średnie | wyższe | niezn. |
| osób                                      | 329    | 801     | 191    | 18     |
| %                                         | 24,57% | 59,82%  | 14,26% | 1,34%  |

## Edukacja
Według danych z 1 października 2004:
- liczba szkół podstawowych (norw. grunnskolar): 3
- liczba uczniów szkół podst.: 206

## Władze gminy
Według danych na rok 2011 administratorem gminy (norw. rådmann) jest Rune Engehult, natomiast burmistrzem (norw. ordfører, d. borgermester) jest Olav Tho.